# Anglofobia
(Motto fascista coniato negli anni Quaranta da Mario Appelius)

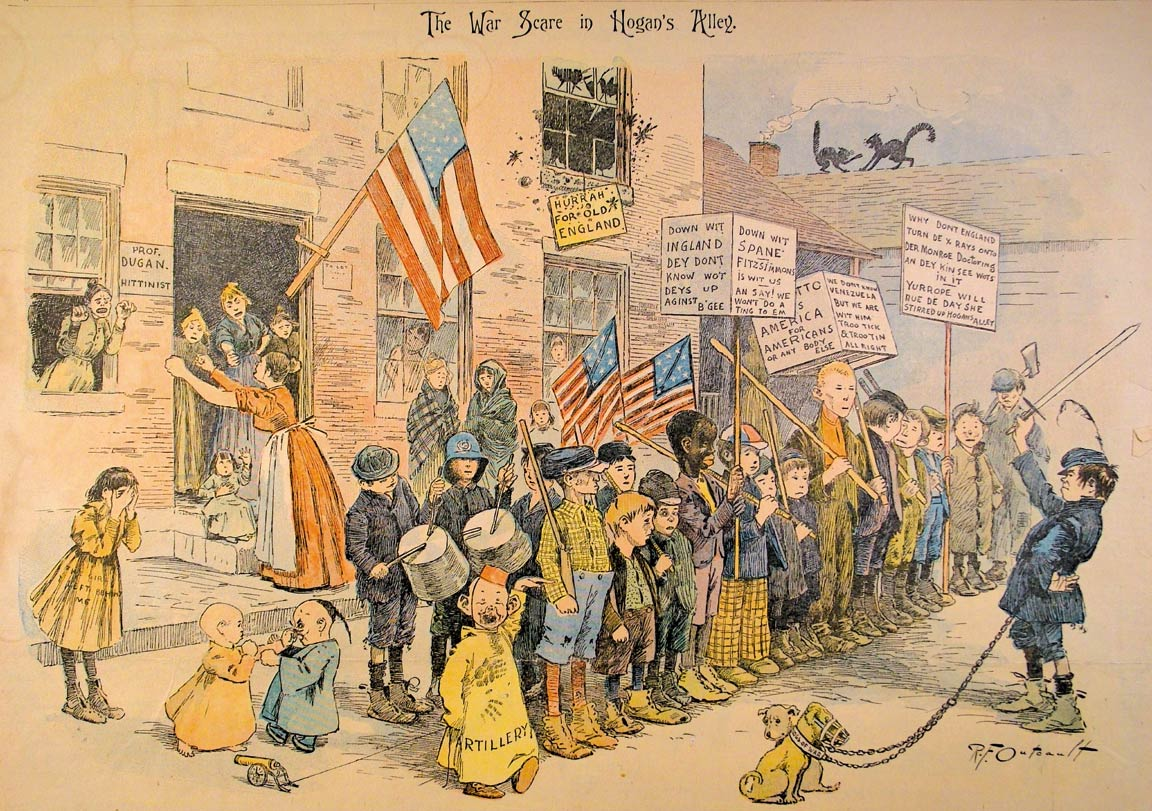
Scena del fumetto At the Circus in Hogan's Alley del 15 marzo 1896 in cui ritrae The Yellow Kid e altri bambini protestare con in mano cartelli anti-britannici

Anglofobia (dal francese anglophobie, a sua volta dal latino medievale Anglus "inglese" e dal greco φόβος, phóbos "paura, fobia") è la paura o il sentimento di sospetto verso tutto ciò che è inglese; in generale è l'ostilità espressa nei confronti della cultura e del popolo inglese. Il suo opposto è la anglofilia, ossia l'ammirazione della civiltà anglosassone e del popolo inglese.

## Regno Unito
Il primo ministro Benjamin Disraeli disse che gli inglesi orgogliosi provenivano da "un'orda di pirati baltici di cui non si era mai sentito parlare negli annali più grandi del mondo".
Con il saggio Notes on Nationalism, scritto da George Orwell nel 1945 e pubblicato Polemic in un paragrafo dice che: "Il nazionalismo del Galles, Irlanda del Nord e Scozia hanno dei punti differenti ma condividono un orientamento anti-inglese."

### Scozia
Da uno studio effettuato nel 2005 da Hussain e Millar del Dipartimento di scienze politiche all'università di Glasgow è emerso che il popolo scozzese serba rancore e odio nei confronti dell'Inghilterra superando di gran lunga l'islamofobia sino ad allora ritenuta prevalente. Uno dei risultati del rapporto ha suggerito che le "fobie" nazionali hanno delle radici comuni indipendenti dalle nazioni verso cui sono dirette. Lo studio sostiene che:
Lo studio continua dicendo che: "Solamente il 16% degli inglesi che vivono in Scozia vedono il conflitto tra gli scozzesi e gli inglesi in maniera seria". Lo stesso studio ha scoperto che l'anglofobia era leggermente meno prevalente rispetto all'islamofobia, a differenza dell'islamofobia, l'anglofobia è correlata con un forte senso di identità scozzese.
Nel 1999, un ispettore e responsabile delle relazioni razziali con la Lothian and Borders Police disse che era stata notata una correlazione tra l'istituzione del Parlamento scozzese e gli incidenti anti-inglesi. Tuttavia, la ricerca di Hussain e Millar suggerì che l'anglofobia era leggermente diminuita con l'introduzione della devoluzione del potere.
Nel 2009, una donna originaria dell'Inghilterra fu aggredita in un presunto attacco razziale anti-inglese. Alcuni casi simili sono collegati con le partite di calcio e tornei, in particolare i tornei internazionali dove le squadre di calcio inglesi e scozzesi spesso competono tra di loro. Una serie di attacchi anti-inglesi si verificarono durante la Coppa del Mondo FIFA 2006. In un incidente un bambino di 7 anni che indossava una maglietta dell'Inghilterra fu colpito alla testa in un parco di Edimburgo.
Una delle cause principali che spingono molti scozzesi a questi avvenimenti ostili riguarda l'indipendentismo dal Regno Unito, da cui emerge un forte nazionalismo che giustifica questo sentimento anti-inglese.
Altre ricerche smentiscono i dati riguardanti la forte Anglofobia, asserendo invece a un notevole abbassamento del fenomeno, rivalutato nel corso degli anni e accentuato grazie a una sorta di identità nazionale britannica.

### Galles
I Laws in Wales Acts del 1535 e 1542, conosciuti come gli "Atti di Unione", furono approvati dal Parlamento d'Inghilterra, il sistema legale del Galles fu integrato con quello del Regno d'Inghilterra, la legge e la lingua gallese furono sostituite con quelle inglesi. Il paragrafo 20 della legge del 1535 rese l'inglese come unica lingua dei tribunali e stabilì che coloro che usavano il gallese non sarebbero stati nominati in alcun ufficio pubblico nel Galles. La lingua gallese fu soppiantata in molte sfere pubbliche nel XIX secolo, ad esempio in quella scolastica con l'introduzione del Welsh Not, abbreviato in WN, era una frase incisa su una tavola di legno che fu utilizzata in alcune scuole per scoraggiare l'uso del gallese. Tale fenomeno, il cui uso non fu mai istituito tramite politica governativa, venne descritto in seguito come un simbolo dell'oppressione culturale inglese.
Fin dalla rivolta di Glyndŵr avvenuta agli inizi del XV secolo, il nazionalismo gallese è stato principalmente non violento. Il gruppo militante gallese Meibion Glyndŵr, conosciuti anche come i "Figli di Owain Glyndŵr", è stato il responsabile di alcuni incendi dolosi contro seconde case di proprietà inglese in Galles dal 1979 al 1994, motivati da sentimenti culturali anti-inglesi. Meibion Glyndŵr tentò anche di incendiare diverse agenzie immobiliari in Galles e Inghilterra e uffici del Partito Conservatore a Londra.
Nel 2000, il presidente dello Swansea Bay Race Equality Council disse che "la devoluzione aveva portato ad un netto aumento nel comportamento anti-inglese" citando tre donne che credevano di essere discriminate nelle loro carriere perché non sapevano parlare gallese. Nel 2001, Dafydd Elis-Thomas, un ex leader del partito Plaid Cymru, disse che c'era un filone anti-inglese nel nazionalismo gallese.

### Irlanda del Nord
Durante il conflitto nordirlandese, l'Esercito Repubblicano Irlandese noto anche come "IRA" effettuò diversi attacchi terroristici in Irlanda del Nord e Inghilterra, l'organizzazione raramente agì in Scozia o Galles, ad eccezione di un avvenimento in cui vide l'IRA piazzare una bomba al Sullom Voe Terminal nelle isole Shetland durante una visita della regina Elisabetta II il 9 maggio 1981. L'ascendenza della maggior parte delle persone nelle comunità lealiste e unioniste è scozzese piuttosto che inglese. Nella comunità protestante nord irlandese, gli inglesi vengono identificati con i politici britannici e talvolta sono risentiti per il loro abbandono percepito delle comunità lealiste.

## Europa

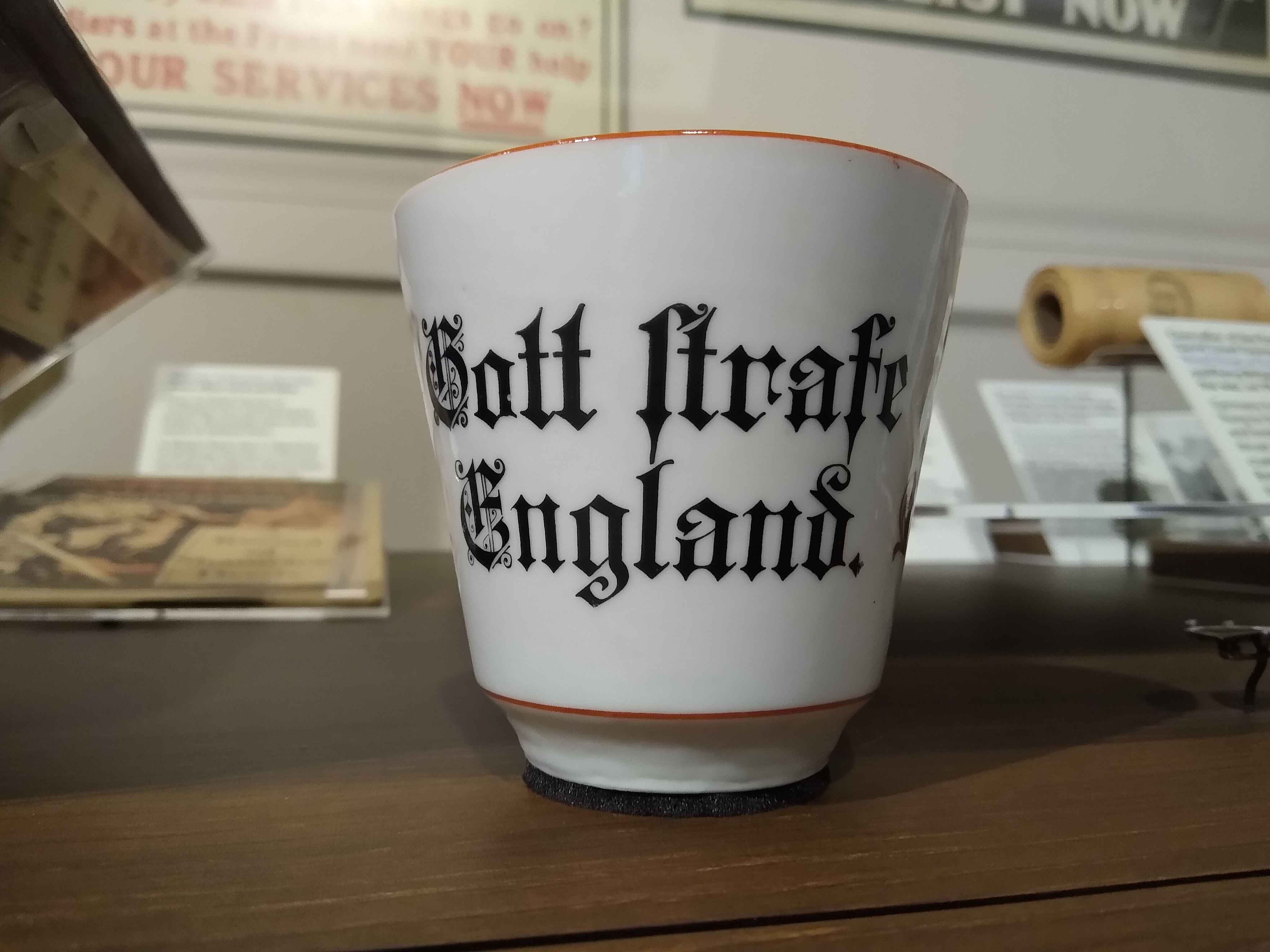
Una tazza della prima guerra mondiale con inciso lo slogan tedesco anti-inglese "Gott strafe England" il quale significa "Possa Dio punire l'Inghilterra". Essa è oggi esposta all'Imperial War Museum di Londra.

Nel suo saggio scritto nel 1859 intitolato A Few Words on Non-Intervention, John Stuart Mill osserva che l'Inghilterra: "si trova, per quanto riguarda la sua politica estera, trattenuta dal ludìbrio, egoismo ed egocentrismo; come una nazione che non pensa ad altro che a sminuire i propri vicini" ed esorta i suoi connazionali contro "la mania di professare di agire per motivi più meschini di quelli con cui siamo realmente attuati".

### Francia

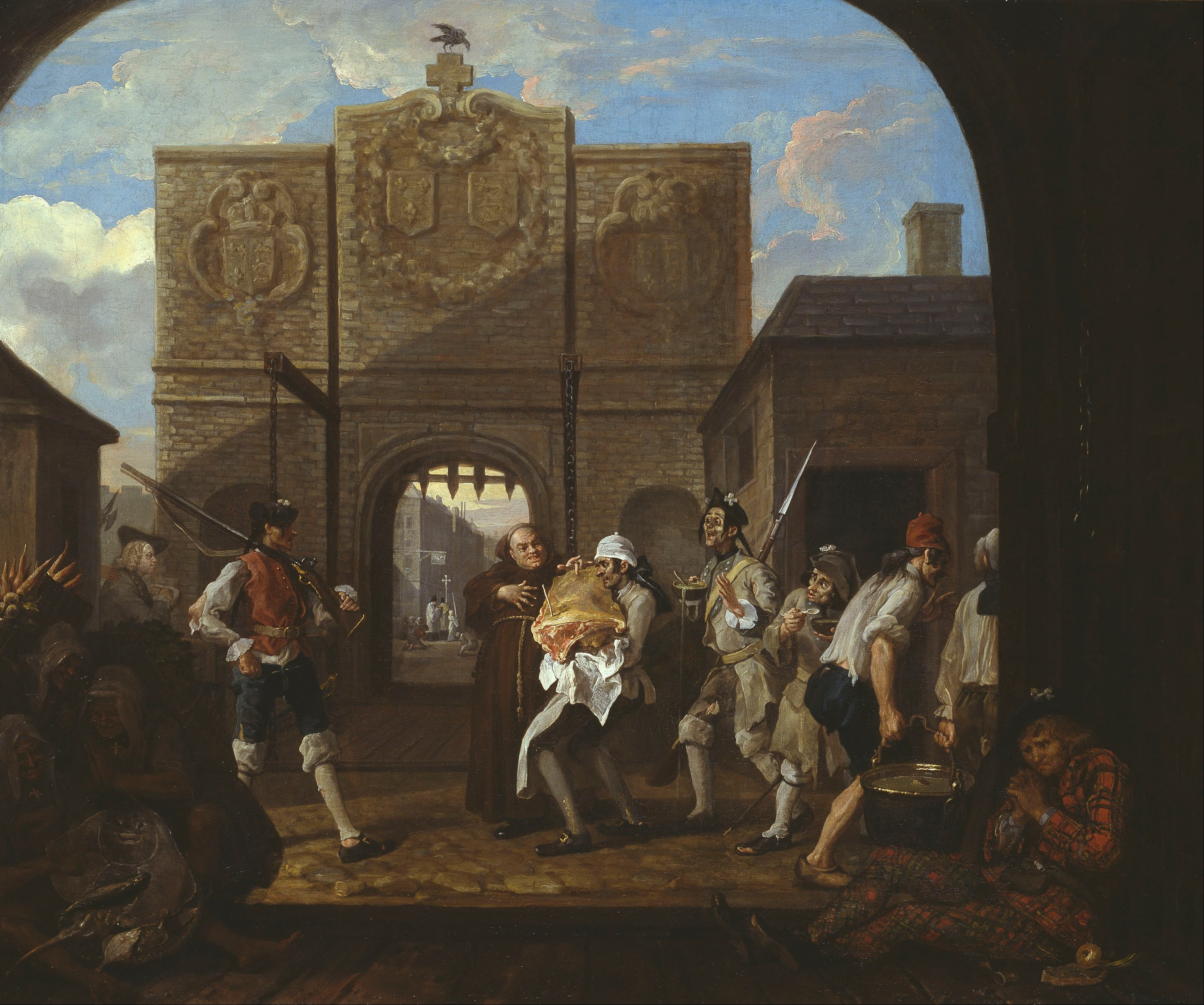
"Roastbeef o rosbif" è un termine gergale anglofono di lunga data per designare il popolo inglese o britannico. Le cui origini si ritrovano nel dipinto francofobo The Gate of Calais di William Hogarth, in cui l'allegoria del "roastbeef" viene usata come una beffa. Il suo uso popolare comprende film, programmi televisivi e sketch comici.

In seguito alla conquista normanna dell'Inghilterra nel 1066, la lingua anglo-normanna sostituì l'inglese antico come lingua ufficiale dell'Inghilterra. Nel corso del XIII e XIV secolo, i sovrani Plantageneti d'Inghilterra persero la maggior parte dei loro possedimenti in Francia, iniziarono a considerare l'Inghilterra come loro dominio primario e cominciarono ad utilizzare la lingua inglese. Nel 1295, Edoardo I quando emise i mandati per convocare il parlamento, affermò che il re di Francia (Filippo IV) aveva pianificato di invadere l'Inghilterra ed estinguere la lingua inglese, "un piano veramente detestabile che Dio possa evitare". Nel 1346, Edoardo III espose in parlamento un'ordinanza falsificata, in cui Filippo VI di Francia avrebbe chiesto la distruzione della nazione e del paese inglese. La guerra dei cent'anni tra Inghilterra e Francia cambiò le due società entrambe sulle sponde della Manica.
Gli inglesi e i francesi furono impegnati in numerose guerre nei secoli successivi. Il conflitto inglese con la Scozia fornì alla Francia l'opportunità di destabilizzare l'Inghilterra e ci fu una solida amicizia (nota come Auld Alliance) tra il Regno di Scozia e il Regno di Francia dalla fine del XIII secolo alla metà del XVI secolo. L'alleanza alla fine si sciolse a causa del crescente protestantesimo in Scozia. L'opposizione al protestantesimo divenne una caratteristica di vitale importanza della successiva anglofobia francese (ma contrariamente, la paura del cattolicesimo era un segno distintivo della francofobia). L'antipatia e le ostilità intermittenti tra Francia e Gran Bretagna, distinte dall'Inghilterra, continuarono nei secoli successivi.
L'ostilità tra Francia e Inghilterra è una questione secolare che si avvia nel primo Medioevo e prosegue nel corso del tempo ancor oggi. Risale a Jacques-Bénigne Bossuet la prima utilizzazione del termine perfida Albione per riferirsi all'Inghilterra, poi invalso nell'uso di scrittori e giornalisti francesi lungo tutto il XIX secolo e, segnatamente, in occasione del dissidio coloniale di Suez e della crisi di Fascioda.
Quando nel XX secolo le due dirigenze politiche si riavvicinarono con l'Entente cordiale, l'uso dell'espressione transitò in Italia, dove la impiegò Benito Mussolini, memore dei suoi trascorsi di polemista giornalistico. L'ostilità tra le dirigenze politiche è riemersa a tratti nel secondo Dopoguerra (vedasi il non di De Gaulle all'ingresso della Gran Bretagna della Comunità europea), ma più che altro è ancora diffusa tra le tifoserie calcistiche: l'anglofobia, tra i tifosi francesi, opera come contrattacco alla forte Francofobia aleggiante che ha portato tra l'altro ad accuse pesanti nei confronti della Francia come per esempio quella di aver truccato il campionato mondiale di calcio 1998 proprio qui disputatosi ove vinse la nazione ospitante.

### Irlanda
È presente una lunga tradizione di anglofobia all'interno del nazionalismo irlandese. Gran parte di tutto ciò si basava sull'ostilità sentita dagli irlandesi ampiamente cattolici per il popolo anglo-irlandese, che era principalmente anglicano. In Irlanda prima della Grande carestia, l'ostilità anti-inglese era profondamente radicata e si manifestava in una crescente ostilità anti-inglese organizzata dalla Società degli Irlandesi Uniti. Nell'Irlanda post-carestia, l'ostilità anti-inglese fu adottata nella filosofia e nella fondazione del movimento nazionalista irlandese. All'inizio del XX secolo, il movimento Celtic Revival associava la ricerca di un'identità culturale e nazionale con un crescente sentimento anti-coloniale e anti-inglese. I temi anti-inglesi iniziarono a manifestarsi nelle organizzazioni nazionali che promuovevano i valori irlandesi nativi, con l'emergere di gruppi come lo Sinn Féin. Uno slogan nazionalista popolare era "La difficoltà dell'Inghilterra è l'opportunità dell'Irlanda" e la nota poesia contro la prima guerra mondiale "Who is Ireland's Enemy?" di Brian O'Higgins il quale ha usato eventi passati per concludere che era l'Inghilterra, e inoltre che gli irlandesi dovrebbero "ripagare quei diavoli".
La Gaelic Athletic Association (GAA) fu fondata nel 1884 come contromisura alla Anglo-Irish Athletic Association, che promuoveva e supervisionava gli sport britannici come il calcio inglese in Irlanda La GAA condivideva le idee anti-inglesi di Thomas William Croke, arcivescovo di Cashel e Emly. Dal 1886 al 1971 la GAA concentrò l'orgoglio nazionale in attività distintamente non inglesi. Ai membri era proibito appartenere ad organizzazioni che praticavano giochi "inglesi" ed inoltre la GAA ha contrastato l'anglicizzazione nella società irlandese. Con lo sviluppo in Irlanda dei giochi e dell'arte irlandese, i revivalisti e i nazionalisti celtici identificarono le caratteristiche di quella che definirono la "razza irlandese". Si venne a creare un'identità nazionalista, opposta agli anglosassoni e incontaminata dagli anglo-irlandesi. Un senso di identità nazionale e distintività irlandese, nonché un'assertività anti-inglese è stata rafforzata ai cattolici dagli insegnanti in scuole particolari note come "hedge schools".
Un sentimento anti-inglese si intensificò all'interno del nazionalismo irlandese durante le guerre boere, portando alla xenofobia sottolineata dall'anglofobia. Due unità di commando irlandesi combatterono insieme ai boeri contro le forze britanniche durante la seconda guerra boera del 1899–1902. J. Donnolly, un membro della brigata, scrisse all'redattore dell'Irish News nel 1901:
Il movimento pro-boero ottenne ampio sostegno in Irlanda, oltre 20.000 sostenitori manifestarono a Dublino nel 1899 dove il nazionalismo irlandese, gli atteggiamenti anti-inglesi e i pro-boeri erano la stessa cosa. C'era un movimento pro-boero anche in Inghilterra, ma il movimento pro-boero inglese non si basava su sentimenti anti-inglesi. Queste visioni opposte e l'animosità portarono i gruppi filo-boeri inglesi a mantenere una certa distanza l'uno dall'altro. Nonostante ciò, molti più irlandesi si unirono ai vari reggimenti irlandesi del British Army durante quel periodo, più dei commando pro-boeri.
L'opera teatrale The Countess Cathleen di William Butler Yeats, scritta nel 1892, ha sfumature anti-inglesi che paragonano la nobiltà inglese ai demoni che vengono per le anime irlandesi. Film ambientati durante la guerra d'indipendenza irlandese come Il traditore (1935) e L'aratro e le stelle (1936) sono stati criticati dalla BBFC per il contenuto anti-inglese del regista statunitense John Ford, mentre negli ultimi anni Michael Collins (1996) e Il vento che accarezza l'erba (2006), pur essendo entrambe una produzione congiunta britannico-irlandese sono arrivate delle accuse di anglofobia da parte della stampa britannica.
Nel 2006, l'attore Antony Booth e suocero di Tony Blair, affermò di essere stato vittima di vandalismo e discriminazione anti-inglese mentre viveva nella contea di Cavan in Irlanda con sua moglie. Nel 2008 è stato segnalato un caso di discriminazione verso un cittadino inglese residente di Dublino, che in seguito a ricorso dal giudice si è visto ottenere 20000 € di risarcimento per abusi e discriminazione solo perché inglese.
Nel 2011, le tensioni e i sentimenti anti-inglesi divamparono con la visita della regina Elisabetta II, la prima monarca britannica a visitare l'Irlanda in 100 anni. L'invito da parte del presidente irlandese, Mary McAleese e del governo irlandese, è stato ben accolto dalla stampa irlandese come una visita storica, tuttavia è stato criticato da Gerry Adams, il presidente del partito Sinn Féin. Una manifestazione che protestava contro la regina si è tenuta al General Post Office di Dublino da un piccolo gruppo di repubblicani irlandesi il 26 febbraio 2011, in quell'occasione venne compiuto un finto processo e la decapitazione di un'effigie della regina Elisabetta II da parte del gruppo socialista repubblicano Éirígí. Tra le altre proteste ci fu quella di un pubblicano di Dublino (il padre del calciatore Anthony Stokes) il quale appese uno striscione che dichiarava: "la regina non sarà mai la benvenuta in questo paese".
Nel 2016, sulla scia del referendum sulla Brexit nel Regno Unito, numerosi articoli critici nei confronti degli inglesi furono pubblicati dal The Irish Times, in particolare dal suo critico teatrale Fintan O'Toole, il quale ha descritto l'Inghilterra come indegna dell'autodeterminazione nazionale e senza aver dato alcun contributo distintivo alla cultura mondiale.

### Russia
Pur avendo formato un'alleanza tra le due nazioni sin dallo zarismo, a causa del Grande gioco, un'ondata di anglofobia prese piede in Russia con la paura dell'ingerenza e dell'intervento inglese. Durante la guerra russo-giapponese, era presente un forte sentimento anti-inglese in cui riteneva che l'Inghilterra stava dietro il militarismo del Giappone contro la Russia in Estremo Oriente, le relazioni tra Gran Bretagna e Russia erano particolarmente tese in quel periodo. Queste tensioni iniziarono a stabilizzarsi temporaneamente solamente dopo la prima guerra mondiale, ma la situazione divenne tesa quando si pensava che la Gran Bretagna nascondesse il tesoro dei Romanov in seguito alla caduta dell'Impero russo. Le teorie dell'ingerenza britannica continuarono ad influenzare la società russa sul rapporto segreto tra il governo britannico e Iosif Stalin per poi arrivare alle Grandi purghe. Durante la guerra fredda, la Gran Bretagna si schierò fermamente con gli Stati Uniti contro l'Unione Sovietica, per tanto le relazioni tra le due nazioni continua a rimanere un dubbio ancora oggi. Prima del campionato mondiale di calcio 2018, c'erano state controversie riguardanti l'anglofobia in Russia.

## Americhe

### Argentina
L'anglofobia in Argentina deriva principalmente dalla controversia delle Falkland/Malvine e dalla guerra che è scaturita nel 1982 con il Regno Unito. A causa di questo sono scoppiate rivolte e atti di vandalismo diretti contro gli inglesi.

### Canada
Nella provincia del Québec si è sempre riscontrato un forte sentimento anti-inglese, dovuto principalmente al fatto che la regione è stata dapprima colonizzata dalla Francia che ha instaurato qui lingua e cultura francese, e ancor oggi la maggioranza della popolazione che risiede è francofona così come il francese è la lingua ufficiale della provincia.
La fondazione della Nuova Francia (oggi Québec) e gli scontri con le vicine colonie inglesi hanno favorito l'ascesa dell'anglofobia e la questione dell'indipendenza della provincia.
In Québec la popolazione di lingua francese comprendono la stragrande maggioranza e il francese è l'unica lingua ufficiale. Il contesto storico e la minaccia che sta portando all'anglofobia ha portato ad un forte movimento secessionista dal Canada per l'indipendenza del Québec.

### Stati Uniti
L'astio per gli inglesi ha origini antiche negli Stati Uniti d'America, che parte anche prima della dichiarazione d'indipendenza di quest'ultimi dall'Impero britannico, come ad esempio la protesta del Boston Tea Party, in cui un gruppo di giovani nordamericani si imbarcò a bordo delle navi del Regno Unito ancorate nel porto di Boston per gettare in mare le casse di tè trasportate dalle navi inglesi, colpevoli di un continuo innalzamento delle tasse.

## Oceania

### Australia e Nuova Zelanda
"Pom" (probabilmente derivato dallo slang in rima per fare riferimento agli immigrati) è un parola comune in gergo australasiano e sudafricano in relazione all'inglese, spesso combinata con "whingeing " (lamentarsi) per formare l'espressione "whingeing Pom", queste due parole si riferiscono tipicamente ad un immigrato inglese che si lamenta stereotipicamente di qualsiasi cosa. Anche se il termine è talvolta applicato agli immigrati britannici in generale, di solito viene applicato specificamente agli inglesi, sia dagli australiani che dai neozelandesi. Dal XIX secolo, si erano venuti a creare diversi stereotipi tra gli australiani che molti immigrati dall'Inghilterra erano scarsamente qualificati, indesiderati dal loro paese d'origine e che non apprezzavano i benefici del loro nuovo paese.
Negli ultimi anni, furono riportate delle denunce su due articoli di giornale che incolpavano i turisti inglesi di aver disseminato una spiaggia locale e chiamavano gli inglesi "Filthy Poms" sulle prime pagine dei giornali, come ad esempio "I Poms riempiono l'estate del nostro malcontento", vennero accettate e risolte attraverso la conciliazione dalla Commissione australiana per i diritti umani quando i giornali chiesero scusa pubblicamente. Alcune lettere e articoli che si riferivano agli inglesi con parole come "Poms" o "Pommies" non raggiungevano la soglia dell'odio razziale. Nel 2007, fu fatta denuncia all'Advertising Standards Bureau australiano perché nel loro spot televisivo veniva utilizzato il termine "Pom", la denuncia fu accolta e lo spot fu ritirato.